# Torre del Sinarca
La Torre del Sinarca è posizionata sulla Strada statale 16 Adriatica, è posta nella zona più a nord del lungomare Amerigo Vespucci nel litorale molisano, a pochi chilometri dal centro storico di Termoli.
Deve il suo nome al vicino torrente Sinarca, il quale alimentava un tempo la cisterna sotterranea della torre.

## Storia
Edificata nel 1568 e censita nel 1594, presenta le stesse peculiarità strutturali della vicina di Petacciato, con alcune differenze nelle quote e nei materiali, con un uso maggiore del laterizio e della breccia scura di fiume.
Nel XVI secolo comunicava a Nord-Ovest con la Torre di Petacciato e a Sud-Est con la fortezza di Termoli, purtroppo colpita dal catastrofico attacco turco del 1566, prima che la torre venisse eretta.
Dalla sommità si inviavano segnali tramite messaggi di fumo, fuochi notturni o specchi, con la possibilità di mandare un allarme da qui a Palermo in sole 2 ore e 50 minuti, mentre l’artiglieria difensiva era composta da falconetto e smeriglio.
La struttura subì seri danni causati dall’abbandono e dall’erosione, che come testimoniano le fotografie del dopoguerra, non l’avevano affatto risparmiata, lasciandola in un totale degrado e quasi rendendola irriconoscibile.
Fortunatamente nel 1976 venne pienamente restaurata e riportata al suo aspetto originale, e ad oggi la struttura ospita uno dei rinomati ristoranti della zona, il cui arredo interno è letteralmente incastonato nelle mura di questo bene, mantenendone l’aspetto storico e valorizzandone l’estetica.
La torretta è anche parte costituente del toponimo di quest’area, dando il nome alla contrada di Colle Della Torre, nel comune di Termoli.

## Descrizione
Si presenta nella classica forma delle torri vicereali, con una pianta quadrata sviluppata a Tronco di piramide su due livelli, accessibili con una passerella al primo livello, e collegati tra loro con una rampa di scale.
Gli interni sono voltati a botte, illuminati da finestrelle e terminanti con una terrazza un tempo armata, provvista di una guardiola, un Comignolo e un parapetto merlato alla guelfa poggiante su quattro Mensoloni per ogni lato.